# Готовцева, Капитолина Григорьевна
Капитолина Григорьевна Готовцева (родилась 11 августа 1930 г. с. Астафьево Горьковской области) — врач-хирург, деятель здравоохранения, Заслуженный врач Карельской АССР (1967), Заслуженный врач РСФСР (1970).

## Биография
Родилась в семье служащего. Окончила среднюю школу № 1 г. Кинешма
В 1958 г. окончила Ленинградский медицинский институт.
С 1958 г. — врач-хирург Пудожской районной больницы.
С 1957 г. по 1959 г. — в ординатуре, под руководством академика Ф. Г. Углова.
С 1959 г. — ординатор, с 1963 г. заведующая специализированного хирургическим отделением Республиканской больницы г. Петрозаводска.
С 1968 г. также главный хирург Министерства здравоохранения Карельской АССР.
В 1977―90 гг. — главный хирург 26-й Ленинградской больницы.
В 1990 г. возвратилась в г. Петрозаводск.